# Chōjirō Nishida
Chōjirō Nishida (jap. 西田長次郎 Nishida Chōjirō; ur. ?) – japoński lekkoatleta, długodystansowiec.
5 listopada 1922 zwyciężył w rozgrywanych w Tokio mistrzostwach Japonii w biegu maratońskim. Uzyskany przez niego wynik – 2:48:10 był nowym rekordem kraju na tym dystansie, a także trzecim rezultatem na listach światowych w sezonie 1922 na pełnym dystansie maratońskim.